# The Rose of Old St. Augustine
Pour plus de détails, voir Fiche technique et Distribution.
The Rose of Old St. Augustine est un film muet américain réalisé par Otis Turner et sorti en 1911.

## Fiche technique
- Titre : The Rose of Old St. Augustine
- Réalisation : Otis Turner
- Scénario : Otis Turner
- Producteur : William Selig
- Société de production : Selig Polyscope Company
- Pays d'origine : États-Unis
- Genre : Film dramatique
- Dates de sortie : 
  -  États-Unis : 1er juin 1911

## Distribution
- Kathlyn Williams : Dolores
- Charles Clary : Capitaine Lafitte
- William Stowell : Lieutenant Dalroy
- Tom Mix : Black Hawk
- Frank Weed : le père de Dolores
- True Boardman : Alicante
- Vera Hamilton : Duenna
- Harrison Gray : le geôlier